# 다지증
다지증(多指症, 영어: polydactyly)은 손가락이나 발가락의 개수가 일반인(각 손발당 5개)보다 많은 병이다. 특히 손가락의 개수가 6개인 경우는 육손이라고도 한다.

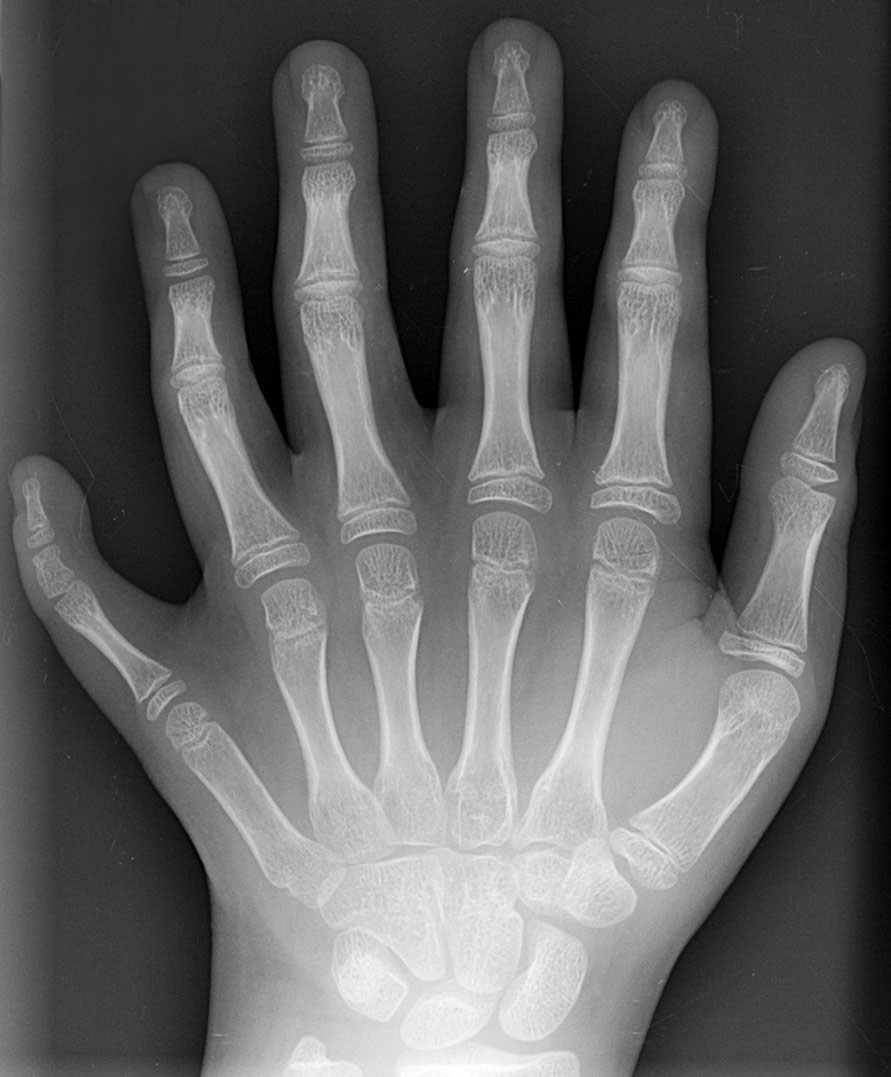
다지증 환자의 손을 X선으로 촬영한 사진
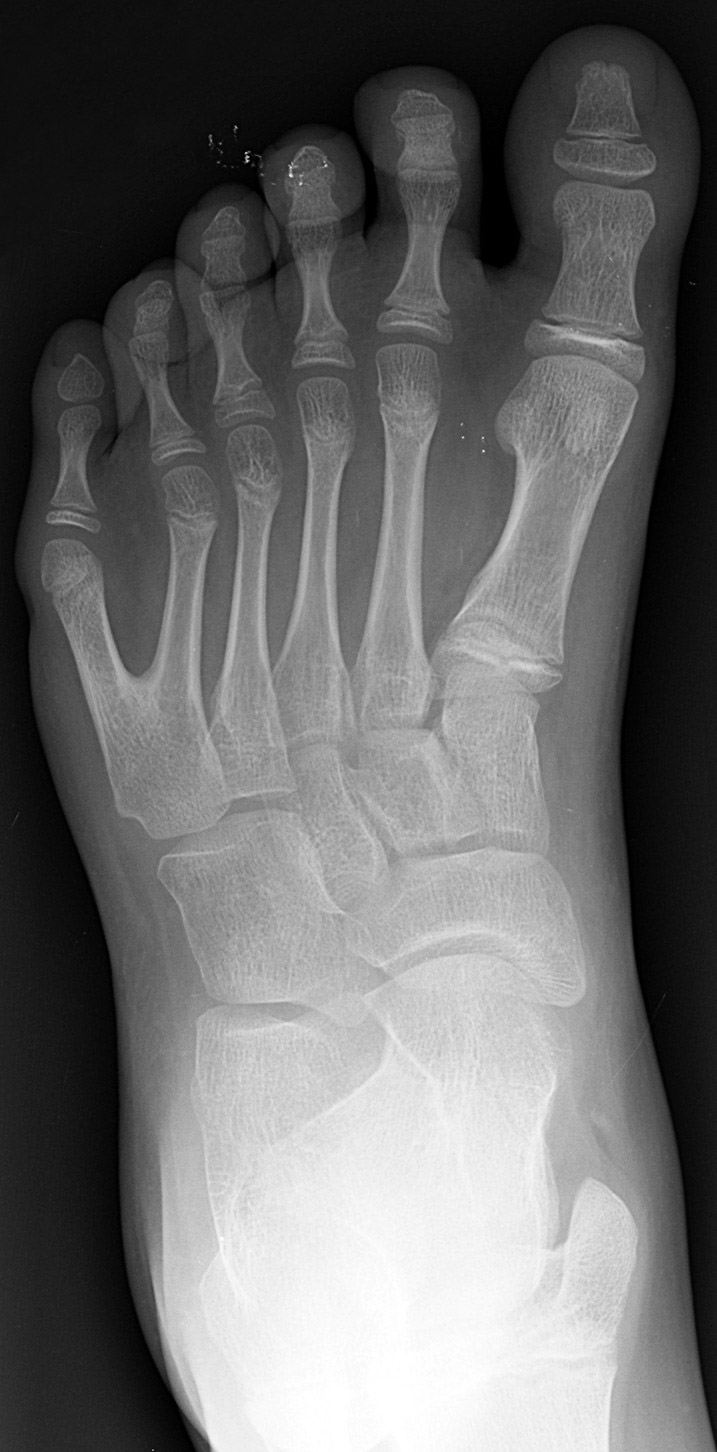
다지증 환자의 발을 X선으로 촬영한 사진